# Àlvar Caixal i Mata
Àlvar Caixal i Mata (Barcelona, 1960) és un arqueòleg i escriptor català.
Llicenciat en prehistòria i història antiga per la Universitat de Barcelona, treballa com a arqueòleg al Servei de Patrimoni Arquitectònic Local de la Diputació de Barcelona i ha dirigit excavacions en poblats ibèrics, vil·les romanes i edificis civils, militars i religiosos d'èpoques diverses, sobre els quals ha publicat articles i monografies.
Com a escriptor, ha participat en obres col·lectives vinculades a les comarques de la Franja de Ponent, com ara els reculls de narracions L'arbreda ebrenca (2010) i El tren de la Val de Zafán (2011), i l'antologia poètica Poesia de frontera (2011). L'any 2013, amb la seva primera novel·la, Les llavors del silenci, una intriga històrica sobre les Brigades Internacionals, guanyà el Premi Sant Joan de narrativa.